# Nippon Animation
Nippon Animation (яп. 日本アニメーション Ниппон Анимэ:сён) — японская анимационная студия. Центральный офис компании находится в Токио. Nippon Animation славится производством многочисленных аниме-сериалов, основанных на сюжетах литературных произведений, таких как «Приключения пчёлки Майи», «Аня из Зелёных Мезонинов» и «Приключения Тома Сойера». Хаяо Миядзаки и Исао Такахата, основатели знаменитой студии Ghibli, работали над некоторыми сериалами серии «Театр мировых шедевров».
Помимо серии «Театр мировых шедевров», Nippon Animation также выпустила многих других сериалов, основанных на западных литературных произведениях, а также оригинальные работы и адаптации японской манги. Из произведений студии, не основанных на западной литературе, наиболее популярным является Chibi Maruko-chan (1990), основанная на популярной манги Сакуры Момоко.

## История компании
Nippon Animation происходит от Zuiyo Eizo (Zuiyo Enterprises), студии, выпустившей несколько популярных сериалов в начале и середине 1970-х годов, в том числе «Хайди — девочка Альп» по книге Йоханна Спири. Аниме «Хайди» было в Японии очень популярным, но Zuiyo Eizo вскоре оказалась в трудном финансовом положении из-за слишком серьёзных расходов на создание этого сериала, который Zuiyo Eizo пытался продать на европейском рынке. В 1975 году Zuiyo Eizo была разделена на две студии: Zuiyo (без Eizo), который вобрал в себя задолженность и права на аниме «Хайди», и Nippon Animation. Официально Nippon Animation Co., Ltd была создана в июне 1975 года президентом компании Коити Мотохаси. Nippon Animation снискала успех сразу после выхода аниме-сериалов «Приключения пчёлки Майи» и «Фландрийский пёс».

## Работы

### Другое аниме на сюжеты западной литературы
1. Вики, маленький викинг (яп. 小さなバイキング　ビッケ Chiisana Viking Vickie, 1974)
2. Приключения пчёлки Майи (яп. みつばちマーヤの冒険 Maya the Bee, 1975)
3. Лора, девочка из прерий (яп. 草原の少女ローラ, 1975)
4. Тысяча и одна ночь: Приключения Синдбада (яп. アラビアンナイト シンドバットの冒険, 1975)
5. Приключения Пикколино (яп. ピコリーノの冒険, 1976)
6. Маленькая Лулу и её друзья (яп. リトル・ルルとちっちゃい仲間 Little Lulu to Chicchai Nakama, 1976)
7. Хроники животных Сетона: Медвежонок Джекки (яп. シートン動物記 くまの子ジャッキー, 1977)
8. Конан — мальчик из будущего (яп. 未来少年コナン, 1978)
9. Seton Dobutsuki Risu no Banner (яп. シートン動物記 りすのバナー, 1979)
10. История сердца: Школа любви (яп. 愛の学校　クオレ物語, 1981)
11. Дартаньгав и три мушкетёра (яп. ワンワン三銃士, 1981)
12. Новые приключения пчелки Майи (яп. 新 みつばちマーヤの冒険 1982)
13. Алиса в Стране чудес (яп. ふしぎの国のアリス, 1983)
14. Басни Эзопа (яп. まんがイソップ物語 Манга Аэдзопу моногатари, 1983)
15. Руи — маленький Сид (яп. リトル・エル・シドの冒険 Little El Cid no Bouken, 1984)
16. Приключения Боско (яп. ボスコアドベンチャー, 1986)
17. Вокруг света с Вилли Фогом (яп. アニメ８０日間世界一周 Anime 80 Sekai Isshu, 1987)
18. Театр шедевров братьев Гримм (яп. グリム名作劇場, 1987—1989) — 2 сезона
19. Книга джунглей Маугли (яп. ジャングルブック少年モーグリ, 1989)
20. Девочка ветра: Светловолосая Дженни (яп. 風の中の少女 金髪のジェニー, 1992)

### Другие аниме-сериалы
- Докабэн — 1976
- Blocker Gundan IV Machine Blaster — 1976
- Атака в будущее — 1977
- Ginguiser — 1977
- Меня зовут Тэппэй (Ore wa Teppei) — 1977
- Поэзия бейсбольной энтузиастов (яп. 野球狂の詩 Yakukyou no Uta) — 1977
- Молоденькая Шарлотта (яп. 若草のシャルロット, 1977)
- Её королевское высочество малышка Энджи (яп. 女王陛下のプティアンジェ, 1977)
- Современная девушка (яп. はいからさんが通る, 1978)
- Ниндзя-бейсболист Иккю (яп. 球さん Ikkyuu-san) — 1978
- Медвежонок Миша (яп. こぐまのミーシャ, 1979)
- Sanpei the Fisherman (Tsurikichi Sampei) — 1980
- Fuusen no Doratarou (яп. フーセンのドラ太郎) —1981
- The Many Dream Journeys of Meme — 1983
- Noozles (Fushigi na Koara Burinkii, Blinky and Printy) — 1984
- Bumpety Boo (Hey! Bumboo) — 1985
- Spaceship Sagittarius (Uchuusen Sagittarius) — 1986
- Animated Classics of Japanese Literature (Seishun Anime Zenshu) — 1986
- Ikinari Dagon — 1988
- Topo Gigio — 1988 — 2 сезона
- Chibi Maruko-chan — 1990
- Pygmalio (яп.ピグマリオ) — 1990
- Moero! Top Striker (яп. 燃えろ!トップストライカー Moero! Top Striker) — 1991 совместное производство с AB Productions Франция
- Микан — оранжевый кот (яп. みかん絵日記 Mikan Enikki) — 1992
- Христофор Колумб (Boukensha) — 1992
- Papuwa-kun (Nangoku Shonen Papuwa-kun) — 1992
- Heisei Period Dog Tale Bow (яп. 平成イヌ物語バウ Heisei Inu Monogatari Bow) — 1993
- Mukamuka Paradise (яп. ムカムカパラダイス) — 1993
- Mahojin Guru Guru — 1994
- Ямато Такэру (яп. ヤマトタケル) — 1994
- Super Pig (Ai to Yuki no Pig Girl Tonde Burin) — 1994
- Mama Loves the Poyopoyo-Saurus — 1995
- Коротышка Маруко (ТВ-2) (яп. ちびまる子ちゃん (1995) Chibi Maruko-chan (1995)) — 1995
- Grander Musashi (яп. グランダー武蔵 Gurandā Musashi) — 1997
- Cooking Master Boy (Chuuka Ichiban!) — 1997
- Sakura Momoko Gekijou Cojicoji (яп. さくらももこ劇場 コジコジ) — 1997
- Цветочный ангел Тэн-Тэн (яп. 花さか天使テンテンくん Hanasaki Tenshi Ten-Ten-kun) — 1998
- Grander Musashi RV (яп. グランダー武蔵RV[レボリューション) — 1998
- Taiga Adventure (яп. 未来少年コナン II　タイガアドベンチャー Mirai Shonen Conan II: Taiga no Daiboken) — 1999
- Shuukan! Story Land (яп. 週刊ストーリーランド) — 1999
- Hunter × Hunter — 1999
- Corrector Yui — 1999
- Волшебный круг Гуру-гуру 2 (яп. ドキドキ伝説　魔法陣グルグル Mahoujin Guru Guru II) — 2000
- Marcelino Pan y Vino — 2000 (японо-испанское совместное производство; название в переводе с испанского обозначает «Марселино, хлеб и вино»)
- Принцесса Комета (яп. コメットさん☆ Комикку Батон гёру Комэтто-сан) — 2001
- Легенда о герое Кондоре (яп. 神鵰俠侶 コンドルヒーロー Shin Chō Kyō Ryō: Kondoru Hīro) — 2001 совместное производство с Китаем Jade Animation
- Hungry Heart: Wild Striker — 2002—2003, Animax
- Papuwa — сентябрь 2003 года, TV Tokyo
- Sore Ike! Zukkoke Sanningumi (яп. それいけ!ズッコケ三人組) — 2004
- Fantastic Children — октябрь 2004 года, TV Tokyo
- Mix Master — 2005 (совместное японо-корейское производство с Sunwoo Entertainment и KBS)
- Yamato Nadeshiko Shichi Henge — 2006
- Rascal in the Snag Forest (яп. ぽかぽか森のラスカル Poca-Poca-Mori no Rasukaru) — 2006
- Рассеянная Пенелопа (яп. うっかりペネロペ Ukkari Penelope) — 2006
- Кондитерская «Антиква» (яп. 西洋骨董洋菓子店 ～アンティーク～ Сэйё: Котто: Ё:гаситэн) — 2008
- Хьякко (яп. ヒャッコ) — 2008
- Ikuze! Gen-san (яп. いくぜっ！源さん) — 2008, ONA
- Рассеянная Пенелопа (2009) (яп. うっかりペネロペ (2009) Ukkari Penelope) — 2009
- Рита и Нантока (яп. リタとナントカ) — 2010
- Karl and friends (яп. カルルとふしぎな塔 Karl to Fushigi na Tou) — 2010
- Chou Zenmairobo: Patrasche (яп. 超ゼンマイロボ・パトラッシュ) — 2013
- Рассеянная Пенелопа (2013) (яп. うっかりペネロペ (2013) Ukkari Penelope) — 2013
- Meitantei Rascal (яп. めいたんていラスカル) — 2014

## ТВ-спэшлы, фильмы и OVA
- Король Клык (яп. 大雪山の勇者 牙王 Oyuki Yama no Yuusha Haou) — 1978, спэшл
- Ganbare! Bokura no Hit and Run (яп. がんばれ！ぼくらのヒットエンドラン) — 1979, спэшл
- Yakyuukyou no Uta: Kita no Ookami Minami no Tora (яп. 野球狂の詩　北の狼南の虎) — 1979, фильм
- Конан — мальчик из будущего (яп. 未来少年コナン Mirai Shounen Conan) — 1979, фильм
- Maegami Taro (яп. まえがみ太郎) — 1979, спэшл
- Дневник Анны Франк "(Аннэ но Никки: Аннэ Фуранку Моногатари) — 1979
- Легенда о Манксмоусе (яп.トンデモネズミ大活躍, Тондэмо нэдзуми Дайкацуяки) — 1979
- 3000 лиг в поисках матери (яп. 母をたずねて三千里 Хаха о Тадзунэтэ сандзэнри) — 1980, фильм
- Великая война зверей Тихого леса (яп. のどか森の動物大作戦, Нодока мори но до: буцу дайсакусэн) — 1980
- Locke the Superman (яп. 超人ロック Chojin Rokku) — 1984, фильм
- Конан — мальчик из будущего (яп. 未来少年コナン特別篇 巨大機ギガントの復活 Mirai Shonen Conan Tokubetsu Hen-Kyodaiki Gigant no Fukkatsu) — 1984, фильм
- Sango Shou Densetsu: Aoi Umi no Elfie (яп. サンゴ礁伝説 青い海のエルフィ) — 1986, спэшл
- Маленькие путешественники (яп. 瞳のなかの少年　１５少年漂流記, Хитоми но Нака но сёнэн: Дзю: го сё: нэн Хё: рю: ки) — 1987
- Уцуномико (яп. 宇宙皇子) — 1989, фильм
- Bucchigiri (яп. ぶっちぎり) — 1989, 4 OVA
- Choujin Locke: Lordleon (яп. 超人ロック ロードレオン) — 1989, 3 OVA
- История Перрин — Фильм(яп. ペリーヌ物語(1990) Gekijouban Perrine Monogatari) — 1990, фильм
- Коротышка Маруко (яп. ちびまる子ちゃん Chibi Maruko-chan) — 1990
- Locke the Superman: Shinsekai Sentai New World Command (яп. 超人ロック Chōjin Rokku) — 1991, 2 OVA
- Jungle Wars (яп. ジャングルウォーズ) — 1991, OVA
- Tottoi — 1992
- Коротышка Маруко: моя любимая песня (яп. さくらももこワールド　ちびまる子ちゃん　わたしの好きな歌 Chibi Maruko-chan: Watashi no Suki na Uta) — 1992, фильм
- Heisei Inu Monogatari Bow (яп. 平成イヌ物語バウ Heisei Inu Monogatari Bow) — 1994, фильм
- Kuni-chan no Ikka Ranran (яп. 邦ちゃんの一家ランラン) — 1994, фильм
- Папуа (яп. 南国少年パプワくん　星降る夜に会いましょう) — 1994, OVA
- Ямато Такэру: После войны (яп. ヤマトタケル ～After War～ Yamato Takeru: After War) — 1995, 2 OVA
- Волшебный круг Гуру-гуру (яп. 魔法陣グルグル Gekijouban Mahoujin Guruguru) — 1996, фильм
- Boku wa Ou-sama (яп. ぼくは王さま) — 1996, 4 OVA
- Гамельнский скрипач (яп. ハーメルンのバイオリン弾き Hamerun no Baiorin Hiki) — 1996, фильм
- Dragon Quest Retsuden: Roto no Monshou (яп. ドラゴンクエスト列伝 ロトの紋章) — 1996, фильм
- Собачье сердце (Фландрийский пёс) (яп. フランダースの犬 Flanders no Inu) — 1997, фильм
- Kikansha Sensei (яп. 機関車先生) — 1997 , фильм
- Марко (яп. MARCO母をたずねて三千里 Marco ~Haha wo Tazunete Sanzen Ri~) — 1999, фильм
- Студсовет частной школы Арайсо (яп. 私立荒磯高等学校生徒会執行部 Shiritsu Araiso Koutougakkou Seitokai Shikkoubu) — 2002, 2 OVA
- Охотник х Охотник OVA (яп. ハンター×ハンター ханта: ханта:) — 2002, 8 OVA
- Охотник х Охотник Greed Island (яп. ハンターxハンター: Greed Island) — 2003, 8 OVA
- On-chan, Yume Power Dai Bouken! (яп. Onちゃん夢パワー大冒険!) — 2003, спэшл
- Anime Koten Bungaku Kan (яп. アニメ古典文学館) — 2003, 6 OVA
- Охотник х Охотник Greed Island Final (яп. ハンターxハンター G I Final:) — 2004, 14 OVA
- Рассеянная Пенелопа (2007) (яп. うっかりペネロペ (2007) Ukkari Penelope) — 2007, 2 OVA
- Миёри и волшебный лес (яп. ミヨリの森 Miyori no Mori) — 2007, спэшл
- Хьякко Экстра (яп. ヒャッコ エクストラ Hyakko Extra) — 2009, OVA
- Энн из Зеленых Крыш (яп. 赤毛のアン Акагэ но Ан) — 2010, фильм
- Mahou Tsukai Haley no Speed Story (яп. 魔法使いハーレイのスピードストーリー) — 2010, фильм
- Chikyuu o Mitsumete (яп. ちきゅうをみつめて) — 2010, фильм короткометражный
- Люпен III: Кровавая печать — Бессмертная русалка (яп. ルパン三世 血の刻印 〜永遠のMermaid〜 Lupin III: Chi no Kokuin Eien no Mermaid) — 2011, анимация и дизайн для спэшла Telecom Animation Film
- Коротышка Маруко (для планетария KONICA MINOLTA) (яп. プラネタリウム ちびまる子ちゃん 星にねがいを) — 2015, короткометражный фильм
- Tensai Bakavon: Yomigaeru Flanders no Inu (яп. 天才バカヴォン ～蘇るフランダースの犬～) — 2015
- Sinbad: Sora Tobu Hime to Himitsu no Shima (яп. シンドバッド 空とぶ姫と秘密の島) — 2015
- Коротышка Маруко: мальчик из Италии (яп. 映画ちびまる子ちゃん イタリアから来た少年 Eiga Chibi Maruko-chan: Italia kara Kita Shounen) — 2015, фильм
- Sinbad: Mahou no Lamp to Ugoku Shima (яп. シンドバッド 空とぶ姫と秘密の島) — 2016, фильм

## Nippon Animedia
Один из отделов анимационной студии Nippon Animation.

### Работы
- Бейблэйд (ТВ-2) (яп. 爆転シュートベイブレード2002 Bakuten Shoot Beyblade V-Force) — 2002
- Бейблэйд (фильм 01) (яп. 爆転シュート ベイブレード THE MOVIE 激闘!! タカオVS大地 Bakuten Shoot Beyblade The Movie: Gekitou!! Takao vs Daichi) — 2002, фильм
- Бейблэйд (ТВ-3) (яп. 爆転シュート　ベイブレードＧレボリューション Bakuten Shoot Beyblade G Revolution) — 2003
- Боевой Бидамен (яп. Ｂ－伝説！　バトルビーダマン B-Densetsu! Battle Bedaman) — 2004
- Боевой Бидамен: Духи Огня (яп. B-伝説！ バトルビーダマン 炎魂 B-Densetsu! Battle Bedaman Enkon) — 2005
- Bakutama Hit! Crash Bedaman (яп. 爆球Hit! クラッシュビーダマン Crash B-Daman) — 2006
- Мастера дуэлей (яп. ゼロ デュエル・マスターズ Zero Duel Masters) — 2007